# Nodaviridae
Nodaviridae ist die Bezeichnung einer Familie unbehüllter Einzelstrang-RNA-Viren von positiver Polarität.
Als natürliche Wirte dienen sowohl Wirbeltiere als auch Wirbellose.
Zu den Krankheiten, die mit Viren dieser Familie in Verbindung gebracht werden, gehören virale Enzephalopathie und Retinopathie bei Fischen.
Es gibt derzeit (Stand März 2021) in der Familie neun vom International Committee on Taxonomy of Viruses (ICTV) bestätigte Spezies (Arten), die sich auf zwei Gattungen verteilen.

## Etymologie
Der Name der Familie leitet sich ab von dem japanischen Dorf Nodamura in der Präfektur Iwate, wo das Nodamuravirus erstmals aus Mücken der Spezies Culex tritaeniorhynchus isoliert wurde.

## Beschreibung

### Aufbau

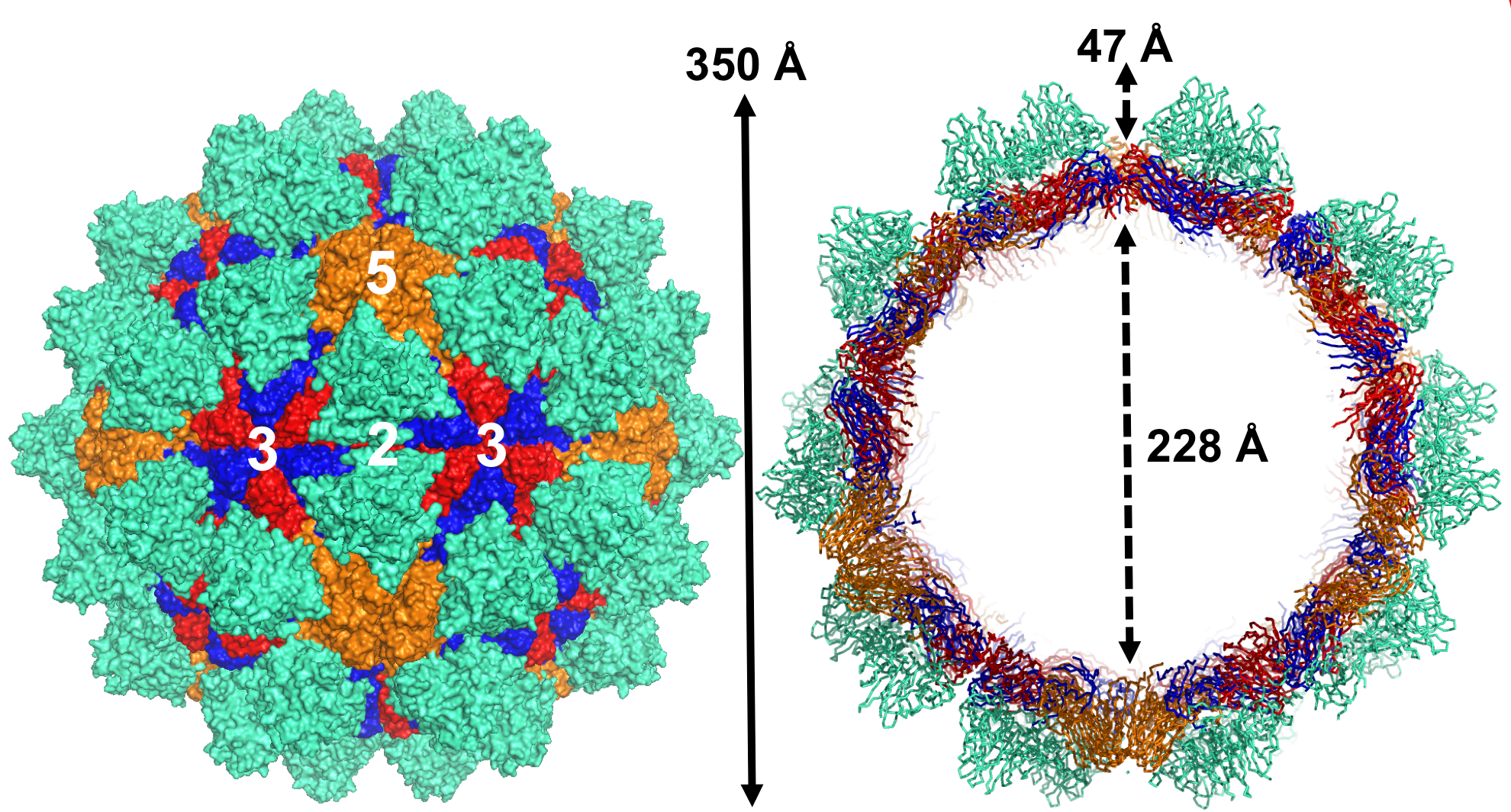
Leeres Kapsid von GNNV (Seitenansicht und Querschnitt)

Schemazeichnung eines Virions der Nodaviridae (Seitenansicht und Querschnitt). Modifiziert nach SIB ViralZone.

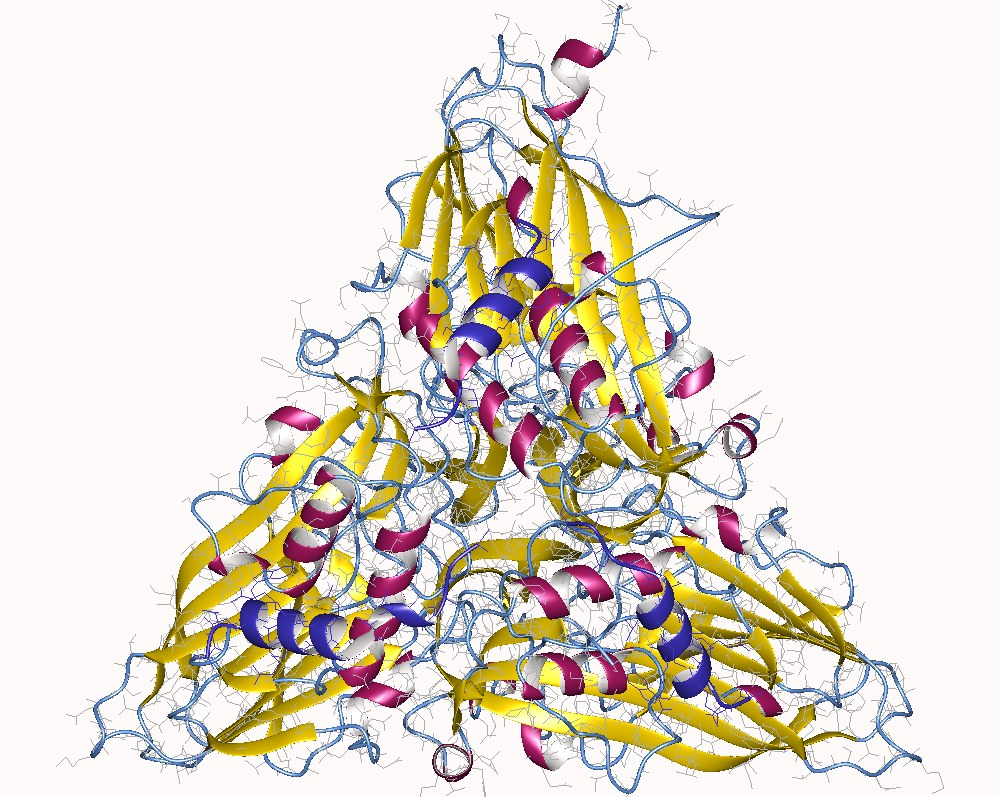
Trimer des Kapsidproteins (CP) von Nodamuravirus

Das Virus ist nicht umhüllt und hat ein ikosaedrisches Kapsid (Triangulationszahl T=3) mit einem Durchmesser von 29 bis 35 nm. Das Kapsid ist aus 32 Kapsomeren aufgebaut.

### Genom

Genomkarte der Nodaviridae

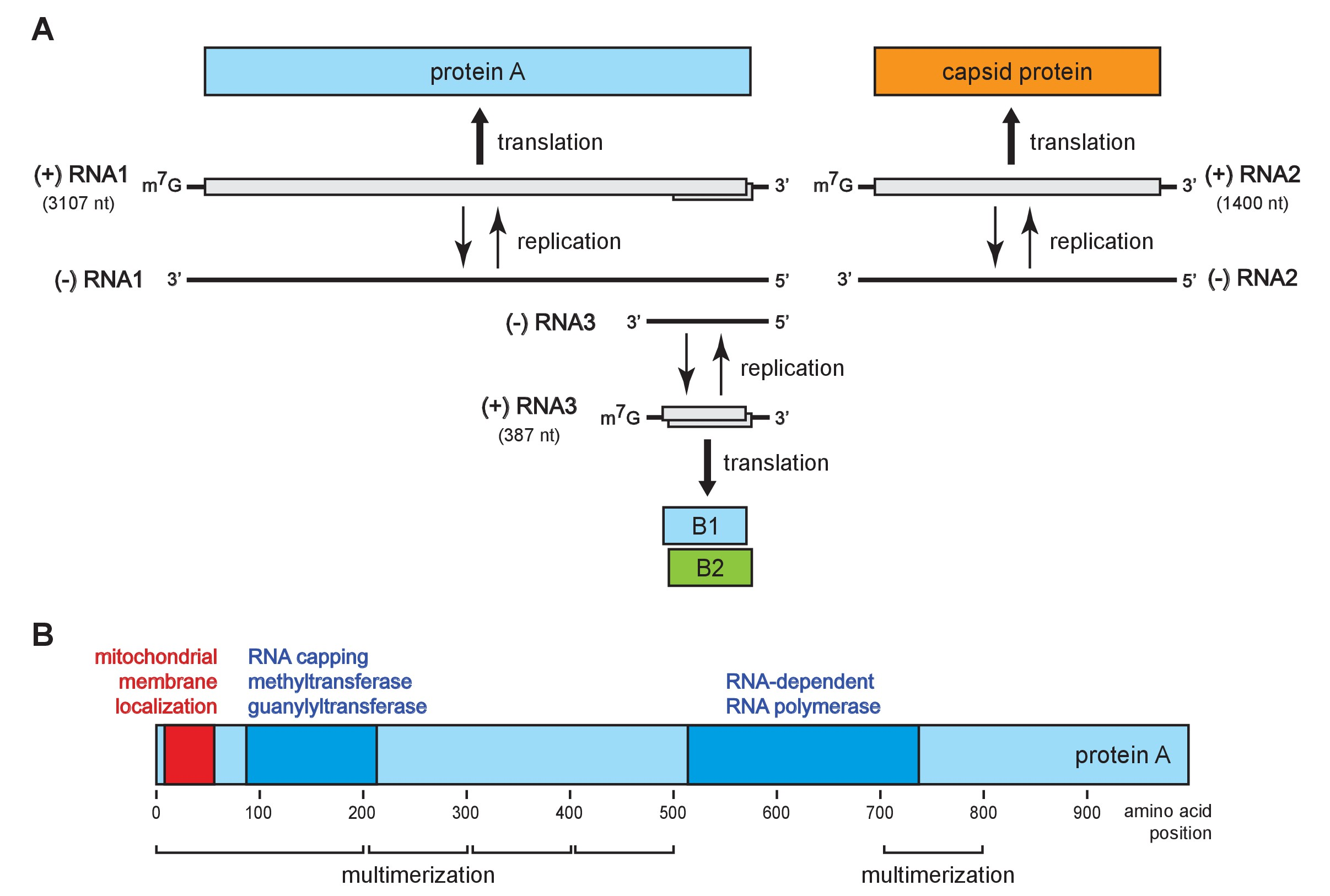
Genom von Flock House virus und funktionelle Karte des Replicase-Proteins A.

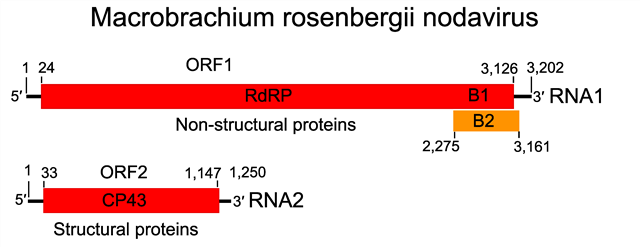
Genomkarte von „Macrobrachium rosenbergii nodavirus“ (MrNV)

Das Genom ist segmentiert: es besteht aus zwei Segmenten, ist also bipartit. Beide Segmente sind lineare Einzelstrang-RNA positiver Polarität. Ihre Länge beträgt 3,1 kb (Kilobasen) bei Segment RNA1 und 1,4 kb bei RNA2. Das 5'-Ende hat ein methyliertes Cap, das 3'-Ende ist nicht polyadenyliert.
RNA1 kodiert ein Protein, das mehrere funktionelle Domänen besitzt:
1. mitochondriales Targeting (eine Art Adressaufkleber)
2. Transmembrandomäne (um durch die Membran der Mitochondrien durchgelassen zu werden)
3. RNA-abhängige RNA-Polymerase (RdRp)
4. eine selbst-interagierende Domäne (englisch self-interaction domain)
5. RNA-Capping (RNA-Schutzdomäne)

Zusätzlich kodiert RNA1 mir ORF 1b für eine subgenomische RNA3 (Länge 0,4 kb), die für das Protein B2, einen RNA-Silencing-Inhibitor, kodiert.
RNA2 kodiert für einen viralen Kapsidprotein-Vorläufer mit Bezeichnung Protein α. Dieser Vorläufer wird der während der Virusassemblierung an einer konservierten Asn/Ala-Stelle in zwei reife Proteine, das β-Protein (mit 38 kDa – Kilodalton) und das γ-Protein (5 kDa) zerschnitten (auto-cleaved).

### Reproduktionszyklus
Die Virus-Replikation erfolgt im Cytoplasma.
Der Eintritt in die Wirtszelle erfolgt durch Penetration.
Die Replikation folgt dem Modell der für Einzelstrang-RNA-Viren positiver Polarität.
Als natürliche Wirte dienen Wirbeltiere und Wirbellose.
Die Viruspartikel werden durch Kontakt und Kontamination übertragen.

## Pathologie

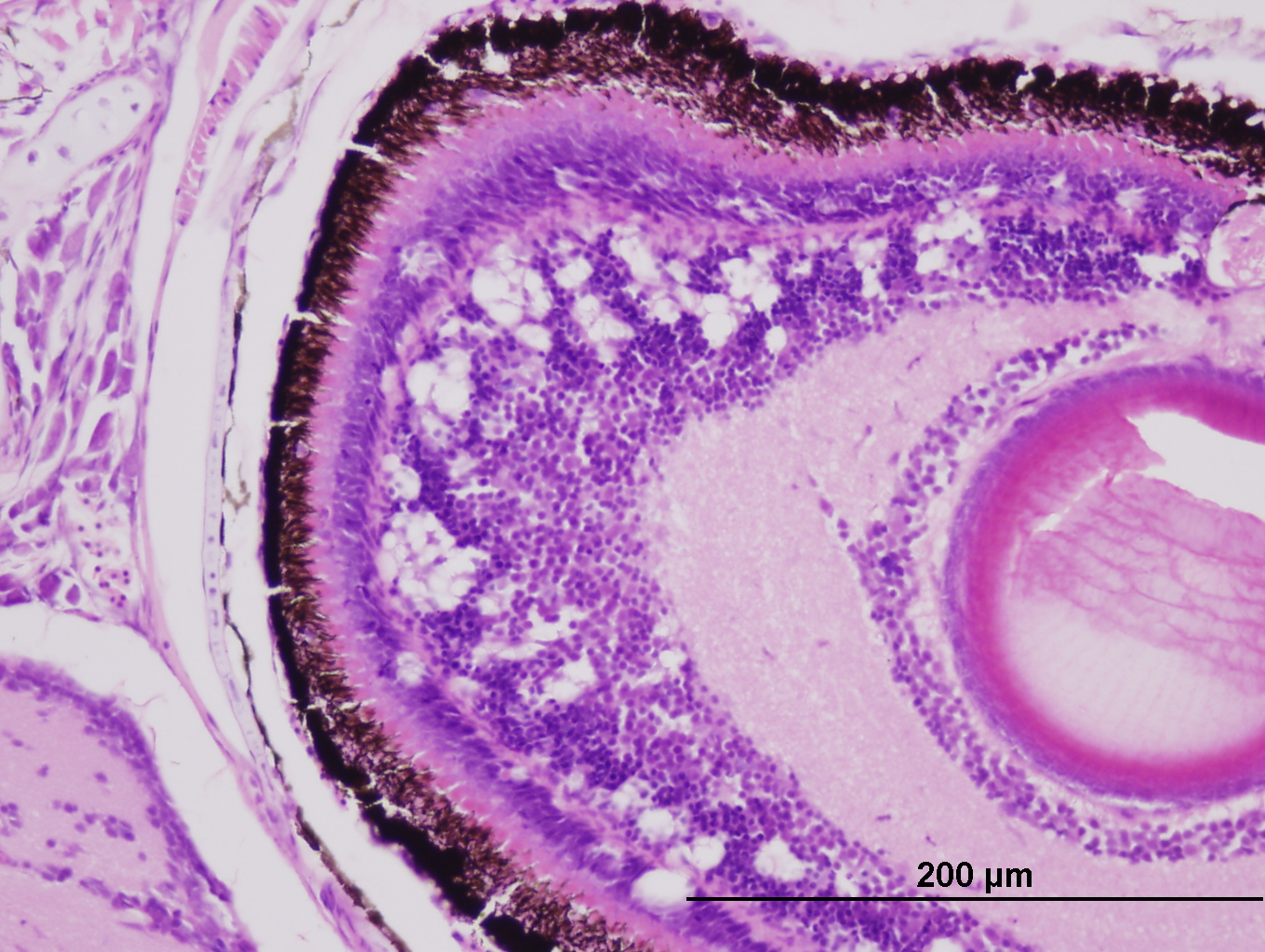
Vakuolen in der Netzhaut einer mit Bettanodavirus (NNV) infizierten Larve eines australischen Barsches (Percalates novemaculeata).

Zu den Anzeichen einer viralen Nervennekrose verursacht durch Viren der Gattung Bettanodavirus gehören: abnormales Verhalten wie Lethargie, Anorexie, Spiralschwimmen und Veränderung der Pigmentierung. Die Sterblichkeit der betroffenen Populationen kann bis zu 100 % betragen.
Mikroskopische Läsionen befinden sich meist im Gehirn, in der Netzhaut und im Rückenmark, wo Nekrosen der Neuronen und das Runde leere Räume, Vakuolen genannt, sind häufig mit der Krankheit assoziiert.

## Systematik
Die Mitglieder der Gattung Alphanodavirus wurden ursprünglich aus Insekten isoliert,
während die der Gattung Betanodavirus aus Fischen isoliert wurden.
Eine kleine Anzahl von Nodoviridae scheint aber außerhalb einer dieser beiden Kladen zu liegen.
Das Flock House Virus (FHV) das inzwischen am besten untersuchte Mitglied der Familie, dennoch bleibt Nodamuravirus die Typusspezies der Gattung Alphanodavirus.
Nach ICTV setzt sich die Familie mit Stand Mai/Juni 2024 wie folgt zusammen (ergänzt um einige Vorschläge nach NCBI):
Familie Nodaviridae
- Gattung Alphanodavirus[6]

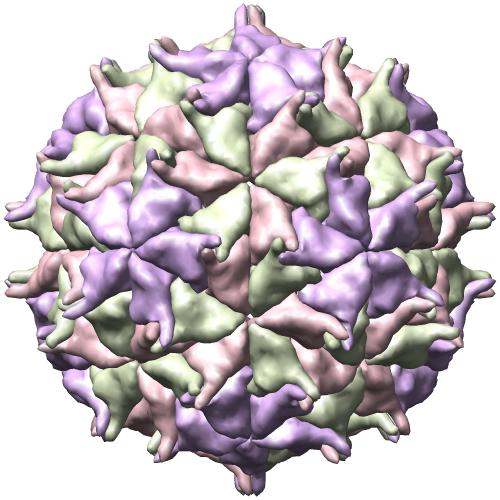
Koloriertes Röntgenbeugungsbild eines Nodamuravirus-Partikels

  - Spezies Alphanodavirus boolarraense mit
    - Boolarra virus (BoV, Boolarravirus)

  - Spezies Alphanodavirus flockense mit
    - Flock House virus (FHV)[7][8]
    - Drosophila melanogaster American nodavirus (ANV), Isolat SW-2009a
    - Flock House virus IP-VIA-022011
    - Flock House virus TNCL

  - Spezies Alphanodavirus heteronychi mit
    - Black beetle virus (BBV)

  - Spezies Alphanodavirus nodamuraense (ehem. Typus) mit
    - Nodamura virus (NoV, Nodamuravirus)

  - Spezies Alphanodavirus pariacotoense mit
    - Pariacoto virus (PaV, Pariacotovirus)[9]

  - Spezies „Alphanodavirus HB-2007/CHN“ (Vorschlag)[10]
  - Spezies „Newington virus“ (NeV, „Newingtonvirus“, Vorschlag)[11]

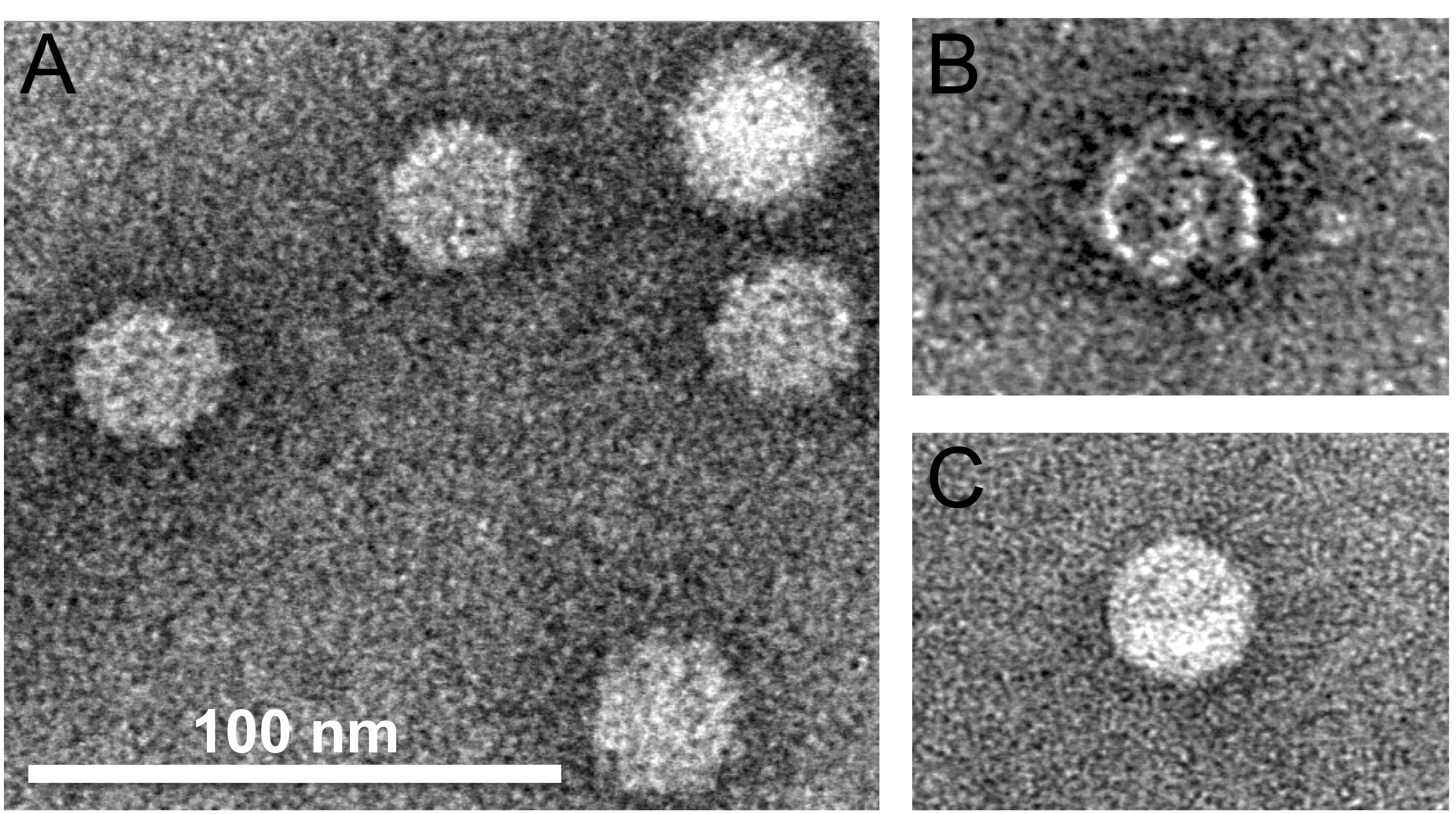
EM-Aufnahmen von Virionen des Grouper nervous necrosis virus (GNNV)

- Gattung Betanodavirus (früher Nervous necrosis virus, NNV)[12][13]
  - Spezies Betanodavirus epinepheli mit
    - Redspotted grouper nervous necrosis virus (RGNNV, Zackenbarsch-Nervennekrose-Virus), Isolat SGWak97
    - Dragon grouper nervous necrosis virus (DGNNV), Isolat China
    - Greasy grouper nervous necrosis virus (GGNNV), Isolat Singapore
    - Japanese flounder nervous necrosis virus (JFNNV), Isolate WD und JF-HI93
    - Lates calcarifer encephalitis virus (LcEV), Isolat T442286
    - Malabaricus grouper nervous necrosis virus (MGNNV)
    - Seabass nervous necrosis virus (SBNNV)

  - Spezies Betanodavirus pseudocarangis (ehem. Typus) mit
    - Striped jack nervous necrosis virus (SJNNV)
    - Solea senegalensis nervous necrosis virus (SSNNV), Isolate SpSsIAusc16003 und 03-160

  - Spezies Betanodavirus takifugui mit
    - Tiger puffer nervous necrosis virus (TPNNV), Isolat TPKag93

  - Spezies Betanodavirus verasperi mit
    - Barfin flounder nervous necrosis virus (BFNNV), Isolat BF93Hok
    - Atlantic cod nervous necrosis virus (ACNNV), Isolat GmMR11/06
    - Atlantic halibut nodavirus (AHNV), Isolate AH99NorA und AH95NorA

  - vorgeschlagene Spezies siehe NCBI[14]

- ohne Gattungszuordnung
  - Caenorhabditis-Nodaviren (informelle Gruppe)[15]
    - Spezies „Orsay virus“ (alias „Orsay nodavirus“)[16][17][18]
    - Spezies „Santeuil virus“ (alias „Santeuil nodavirus“)[19]
    - Spezies „Le Blanc nodavirus“ (alias „Le Blanc virus“)[20][21]

  - Spezies „Macrobrachium rosenbergii nodavirus“ (MrNV)[22][23][24][25] (ist Helfervirus für Macrobrachium satellite virus 1)
  - weitere vorgeschlagene Spezies siehe NCBI Taxonomy Browser[26]